# Unitat de gestió d'estocs
En la gestió d'inventaris, una unitat de gestió d'estocs (amb acrònim anglès SKU), és la unitat de mesura en què es gestionen les existències d'un material. És un tipus diferent d'article per a la venda, compra o seguiment a l'inventari, com ara un producte o servei, i tots els atributs associats al tipus d'article que el distingeixen d'altres tipus d'article (per a un producte, aquests atributs poden incloure fabricant, descripció, material, mida, color, embalatge i termes de garantia). Quan una empresa registra l'inventari del seu estoc, compta la quantitat que té de cada unitat, o SKU.
SKU també pot referir-se a un identificador o codi únic, de vegades representat mitjançant un codi de barres per a l'escaneig i el seguiment, que fa referència a la unitat de manteniment d'estocs en particular. Aquests identificadors no estan regulats ni estandarditzats. Quan una empresa rep articles d'un venedor, pot triar entre mantenir el SKU del venedor o crear-ne el seu propi. Això els diferencia del número d'article comercial global (GTIN), que són unitats de seguiment globals estàndard. El codi universal de producte (UPC), el número d'article europeu (EAN) i el número de producte australià (APN) són casos especials de GTIN.